# Carpitalpa
Genre
Carpitalpa est un genre de taupes dorées d'Afrique du sud. 

## Liste des espèces
- Carpitalpa arendsi (Lundholm, 1955)

## Publication originale
- Lundholm, 1955 : Descriptions of new mammals. Annals of the Transvaal Museum, vol. 22, pp. 279-303.